# Dicrocaulon trichotomum
Dicrocaulon trichotomum là một loài thực vật có hoa trong họ Phiên hạnh. Loài này được (Thunb.) N.E.Br. mô tả khoa học đầu tiên năm 1928.